# Ashburnham (Massachusetts)
Pour les articles homonymes, voir Ashburnham.
Ashburnham est une ville du Comté de Worcester au Massachusetts, fondée en 1736.
Sa population était de 6 081 habitants en 2010.

## Localisation
| Rindge (New Hampshire) |             | New Ipswich (New Hampshire) |
| Winchendon             | Ashburnham  | Ashby (Comté de Middlesex)  |
| Gardner                | Westminster | Fitchburg                   |

## Galerie de photos

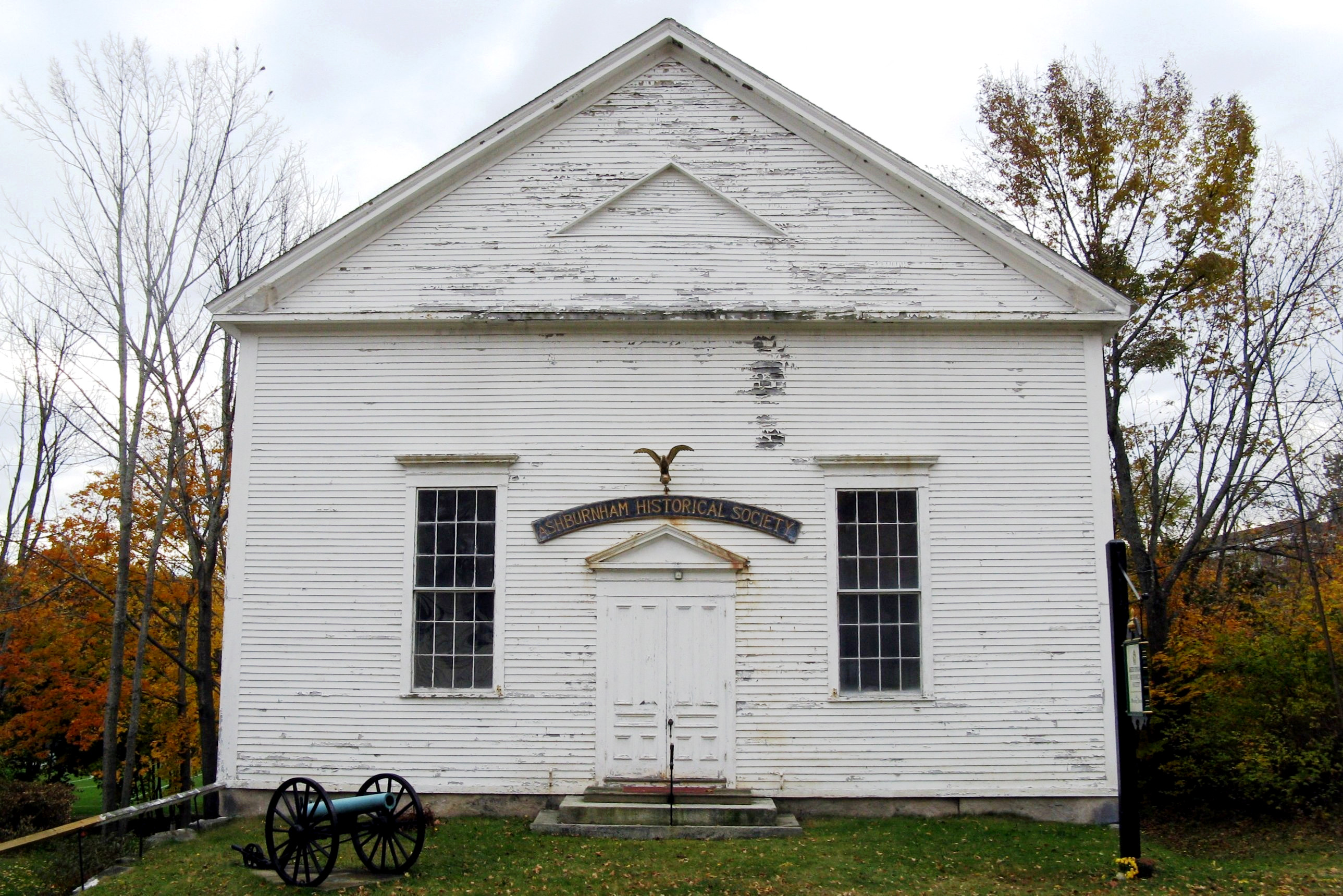
Ashburnham Historical Society Meeting House